# Wilkowo (Basse-Silésie)
Pour les articles homonymes, voir Wilkowo.
Wilkowo est un village polonais situé dans le voïvodie de basse-silésie, et plus précisément dans la commune de Milicz, composant la région administrative de Milicz.

## Démographie
D'après le recensement de 2021, la population s'élève à 54 personnes.